# 阿基纳多
《阿基納多》是类似于“20个问题”的网页游戏和手机应用程序，会问出不同的问题来猜出玩家正在想的人物或角色。这个游戏是个能够找出最适合询问玩家的问题并学习的人工智能程序。它在2007年由三位RedstoneSpecial带队的法国程序师所制作。根据Google搜尋趨勢，它在2008年11月开始流行于全球，2009年时在欧洲、2010年时在日本达到巅峰 ，并成功在应用商店达到最高评价。

## 游戏玩法
游玩《阿基纳多》时，一个卡通灯神将会显现在屏幕上。
玩家点击开始按钮并想出一个著名人物或角色（音乐家、运动员、政治人物、演员、虚构影片/电视节目角色、動漫人物、网络名人等）。之后程序（即灯神）就会开始问出一系列不同的问题，玩家可以回答“是”、“否”、“不知道”、“或许是”或“或许不是”，以缩小符合条件的人物范围。如果在玩家回答完25道问题之前，符合条件的人物就只剩一个，程序就会询问玩家它所猜出的这个人物是否正确。如果程序猜错了三次，它就会请求玩家输入角色名称，以扩大它的资料库。它会根据匹配演算法猜出答案。玩家让程序猜出新角色也可能获得Aki奖（Aki Awards）。在新更新后，用户也能够使用在游戏内获得的金钱给灯神购买道具。

## 评价
《巴黎快报》于2009年9月9日在每星期iPhone应用中给《阿基纳多》评了满分1分。法国Excite表示《阿基纳多》“充满互动。其可成为革命、吸引人且特别娱乐”。